# Anthurium angosturense
Anthurium angosturense är en kallaväxtart som beskrevs av Adolf Engler. Anthurium angosturense ingår i släktet Anthurium och familjen kallaväxter. Inga underarter finns listade.